# 上岡伸雄
上岡 伸雄（かみおか のぶお、1958年6月28日 - ）は、日本のアメリカ文学者、翻訳家。学習院大学教授。

## 来歴
東京都出身。1985年東京大学大学院修士課程修了、文学部英文科助手、埼玉大学教養部助教授、明治大学英文科助教授、2006年学習院大学文学部英米文学科教授。

## 人物
- 1999年、『ヴァーチャル・フィクション』にて第4回アメリカ学会・清水博賞受賞。
- 小説家の村上春樹が1986年にジョン・アーヴィングの『熊を放つ』を翻訳する際、柴田元幸、畑中佳樹、上岡伸雄、斎藤英治、武藤康史の5人でチームを組んでバックアップをした[2]。
- フィリップ・ロス、ドン・デリーロなど現代アメリカのノーベル文学賞候補クラスの作家を翻訳、特にデリーロの大著『アンダーワールド』の訳では豪腕ぶりを示した。
- 2007年には『青春と読書』に青春小説「この風にトライ」を連載、刊行した。

## 著書
- 『ヴァーチャル・フィクション マルチメディア時代のアメリカ文学』（国書刊行会） 1998
- 『現代英米小説で英語を学ぼう』（研究社） 2003
- 『ニューヨークを読む 作家たちと歩く歴史と文化』（中公新書） 2004
- 『洋書事始は映画から - 英語で読みたい原作60選』（NHK出版〈生活人新書〉） 2007
- 『この風にトライ』（集英社） 2007、のち改題『風の教室』（中公文庫）
- 『英語力は英訳本でみがく - 日本の文豪作品からオタク文学まで』（NHK出版） 2009
- 『釜石ラグビー 栄光の日々 - 松尾雄治とくろがねのラガーたち』（中央公論新社） 2011
- 『テロと文学 9・11後のアメリカと世界』（集英社新書） 2016
- 『東京大空襲を指揮した男 カーティス・ルメイ』 (ハヤカワ新書)  2025/2/19

### 編著
- 『文学から見た歴史』（野田学, 米塚真治共編注、ジエムコ出版） 2001
- 『英語達人読本 音読で味わう最高の英文』（斎藤兆史対談、中央公論新社） 2004
- 『アメリカ合衆国の地理』（ジエムコ出版） 2005
- 『名演説で学ぶアメリカの歴史』（研究社） 2006
- 『名演説で学ぶアメリカの文化と社会』（研究社） 2009
- 『アメリカの名演説 リーディング・テキスト』（佐久間みかよ, 田村理香共編著、研究社） 2010
- 『ノーベル文学賞にもっとも近い作家たち いま読みたい38人の素顔と作品』（共著、青月社） 2014 - ドン・デリーロ、フィリップ・ロスを担当

## 翻訳
- 『カウガール・ブルース』（トム・ロビンズ、集英社） 1994
- 『港湾（シッピング）ニュース』（E・アニー・プルー、集英社） 1996、のち改題『シッピング・ニュース』（集英社文庫） 2002
- 『ダンス・ミー・アウトサイド』（W・P・キンセラ、集英社文庫） 1997
- 『マンボ・ジャンボ』（イシュメール・リード、国書刊行会） 1997
- 『アコーディオンの罪』（E・アニー・プルー、集英社） 2000
- 『ヒューマン・ステイン』（フィリップ・ロス、集英社） 2004
- 『ダイング・アニマル』（フィリップ・ロス、集英社） 2005
- 『ジェシー・ジェームズの暗殺』（ロン・ハンセン、監訳、集英社文庫） 2007
- 『最終兵器の夢 - 「平和のための戦争」とアメリカSFの想像力』（ブルース・フランクリン、岩波書店） 2011
- 『われらが背きし者』（ジョン・ル・カレ、上杉隼人共訳、岩波書店） 2012、岩波現代文庫 2016
- 『老ピノッキオ、ヴェネツィアに帰る』（ロバート・クーヴァー、斎藤兆史共訳、作品社） 2012
- 『ザ・ゼロ』（ジェス・ウォルター、児玉晃二共訳、岩波書店） 2013
- 『サブミッション』（エイミー・ウォルドマン、岩波書店） 2013
- 『情事の終り』（グレアム・グリーン、新潮文庫） 2014
- 『ノワール』（ロバート・クーヴァー、作品社） 2014
- 『一時帰還』（フィル・クレイ、岩波書店） 2015
- 『裏切りの晩餐』（オレン・スタインハウアー、岩波書店） 2016
- 『さあ、見張りを立てよ』（ハーパー・リー、早川書房） 2016
- 『ビリー・リンの永遠の一日』（ベン・ファウンテン、新潮社、新潮クレスト・ブックス） 2017
- 『小説ライムライト チャップリンの映画世界』（チャールズ・チャップリン, デイヴィッド・ロビンソン、大野裕之監修、南條竹則共訳、集英社） 2017
- 『存在感のある人 短篇小説集』（アーサー・ミラー、早川書房） 2017
- 『ゴーストタウン』（ロバート・クーヴァー、馬籠清子共訳、作品社） 2017
- 『シンパサイザー』（ヴィエト・タン・ウェン、早川書房） 2017、ハヤカワ文庫（上・下）も同時刊
- 『ワインズバーグ、オハイオ』（シャーウッド・アンダソン、新潮文庫） 2018
- 『美しく呪われた人たち』（スコット・フィッツジェラルド、作品社） 2019
- 『LESS レス』（アンドリュー・ショーン・グリア、早川書房） 2019
- 『ラスト・タイクーン』（スコット・フィッツジェラルド、作品社） 2020
- 『退屈とポスト・トゥルース』（マーク・キングウェル、集英社新書） 2021
- 『ウォーターダンサー』（タナハシ・コーツ、新潮社、新潮クレスト・ブックス） 2021
- 『革命と献身 シンパサイザーⅡ』（ヴィエト・タン・ウェン、早川書房） 2021
- 『戦争に行った父から、愛する息子たちへ』（ティム・オブライエン、野村幸輝共訳、作品社） 2023

### ドン・デリーロ
- 『アンダーワールド』（ドン・デリーロ、高吉一郎共訳、新潮社） 2002
- 『ボディ・アーティスト』（ドン・デリーロ、新潮社） 2002、ちくま文庫 2011
- 『コズモポリス』（ドン・デリーロ、新潮社） 2004、新潮文庫 2013
- 『墜ちてゆく男』（ドン・デリーロ、新潮社） 2009
- 『天使エスメラルダ 9つの物語』（ドン・デリーロ、柴田元幸, 都甲幸治, 高吉一郎共訳、新潮社） 2013

## 参考
- 紀伊國屋書店『釜石ラグビー栄光の日々』著者紹介
- 学習院大学[リンク切れ]